# Sahelstenskvätta
Sahelstenskvätta (Oenanthe heuglinii) är en fågel i familjen flugsnappare inom ordningen tättingar.

## Utseende och läte
Sahelstenskvättan är en brunaktig stenskvätta med rödbrunt bröst. Noterbart är vitt ögonbrynsstreck, mörk ögonmask och ljus strupe. Stjärten är mestadels svart med vit stjärtrot och övergump. Arten är mycket lik svartpannad stenskvätta, men dessa överlappar knappt i utbredningsområde. Sahelstenskvättan är vidare mindre och mörkare med mindre färgglad ljus strupe. Sången består av en lång och komplex blandning av olika ljud, ibland avgiven i sångflykt.

## Utbredning och systematik
Fågeln förekommer från Mauretanien till Mali, Kamerun, Sudan, Etiopien och nordvästra Kenya. Den behandlas som monotypisk, det vill säga att den inte delas in i några underarter.

### Familjetillhörighet
Stenskvättorna ansågs fram tills nyligen liksom bland andra buskskvättor, stentrastar, rödstjärtar vara små trastar. DNA-studier visar dock att de är marklevande flugsnappare (Muscicapidae) och förs därför numera till den familjen.

## Levnadssätt
Sahelstenskvättan hittas i kortvuxen gräsmark, odlingsbygd och öppen savann, ofta i steniga miljöer.

## Status
Arten har ett stort utbredningsområde och beståndet anses stabilt. Internationella naturvårdsunionen IUCN listar den därför som livskraftig (LC).

## Namn
Sahel är ett halvtorrt område direkt söder om Sahara. Fågelns vetenskapliga artnamn hedrar Theodor von Heuglin (1824-1876), tysk upptäcktsresande och ornitolog verksam i Sudan, Abessinien och Somaliland.